# Eliakim H. Moore

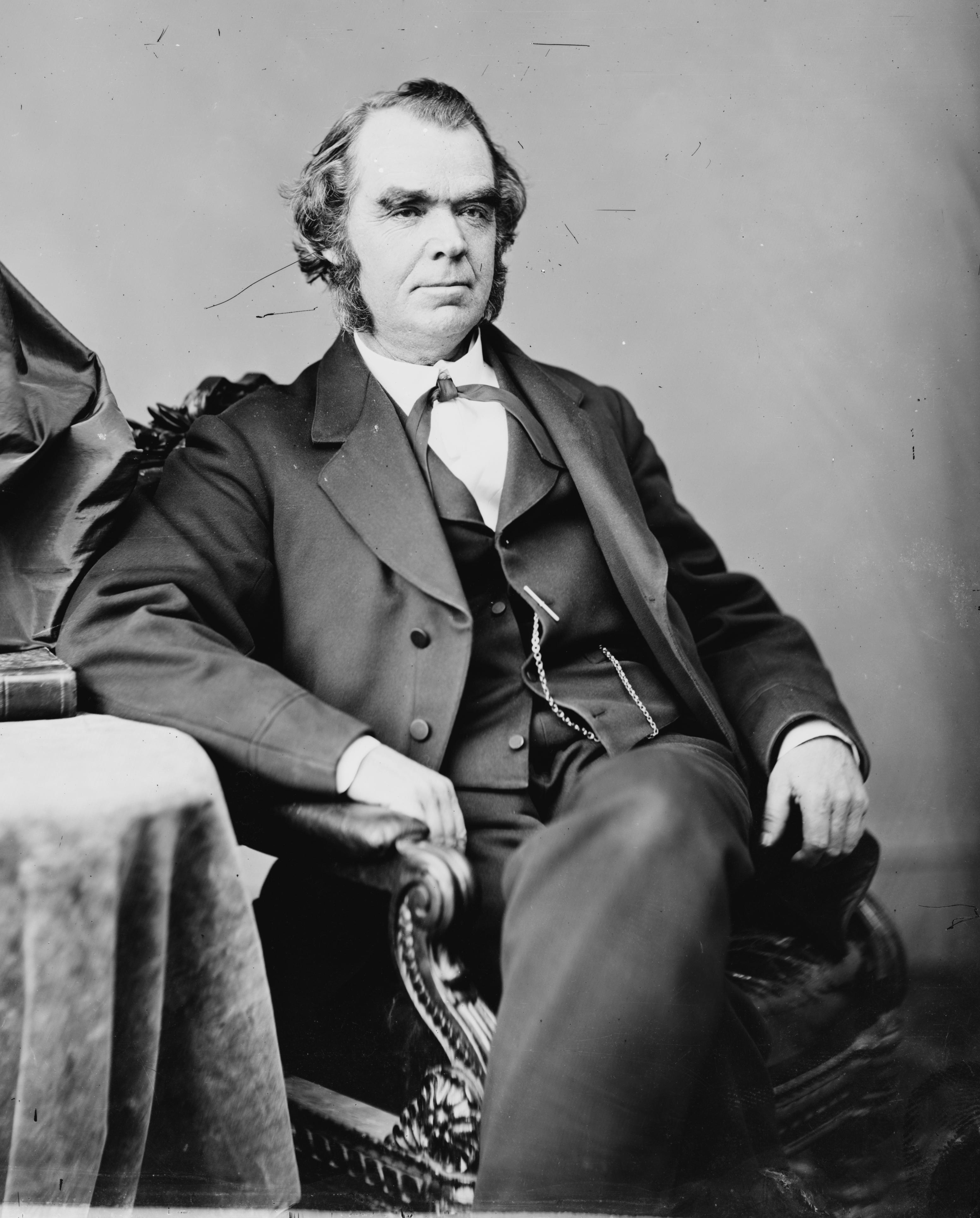
Eliakim H. Moore

Eliakim Hastings Moore (* 19. Juni 1812 in Boylston, Worcester County, Massachusetts; † 4. April 1900 in Athens, Ohio) war ein US-amerikanischer Politiker. Zwischen 1869 und 1871 vertrat er den Bundesstaat Ohio im US-Repräsentantenhaus.

## Werdegang
Im Jahr 1817 zog Eliakim Moore mit seinen Eltern zunächst nach Marietta und dann in das Athens County in Ohio. Er besuchte die öffentlichen Schulen seiner jeweiligen Heimat. Abends eignete er sich das nötige Wissen für den Beruf des Bauingenieurs an. Von 1836 bis 1846 war er als County Surveyor im Athens County tätig. Von 1846 bis 1860 war er dort Bezirksrevisor. Danach leitete er von 1862 bis 1866 die Finanzbehörde im Marietta-Athens-Bezirk. Im Jahr 1863 gründete er die First National Bank of Athens, deren Präsident er bis etwa 1895 war. Politisch schloss er sich der Republikanischen Partei an.
Bei den Kongresswahlen des Jahres 1868 wurde Moore im 15. Wahlbezirk von Ohio in das US-Repräsentantenhaus in Washington, D.C. gewählt, wo er am 4. März 1869 die Nachfolge von Tobias A. Plants antrat. Da er im Jahr 1870 auf eine weitere Kandidatur verzichtete, konnte er bis zum 3. März 1871 nur eine Legislaturperiode im Kongress absolvieren. In diese Zeit fiel die Ratifizierung des 15. Verfassungszusatzes.
Nach seiner Zeit im US-Repräsentantenhaus betätigte sich Eliakim Moore in Athens im Eisenbahngeschäft. Überdies war er Kurator der Ohio University. Er starb am 4. April 1900 in Athens, wo er auch beigesetzt wurde.